# Ягеллони
Ягеллони, також Ягайлони, Ягайловичі (пол. Jagiellonowie) — європейська монарша династія польських королів (1386—1572), великих князів литовських (1377—1392, 1440—1572). Відгалуження литовської княжої династії Гедиміновичів. Представники династії правили також у Чехії (1471—1526) та Угорщині (1440—1444; 1490—1526). 
Перший представник, великий князь литовський Ягайло, у 1386 році, після одруження з польською королевою Ядвігою, став польським королем під ім'ям Владислава II (пол. Władysław II). По материнській лінії Ягайло був правнуком галицько-волинського князя та короля Русі Юрія І Львовича та відповідно прапраправнуком короля Данила.
В Україні часи Ягеллонів відзначалися розвитком міст на німецькому (магдебурзькому) праві, значним економічним зростанням та заснуванням козацтва. Останнім представником династії на польському та литовському престолах був бездітний король Сигізмунд II Август, за правління якого, у 1569 році уклали Люблінську унію, внаслідок якої більшість українських земель перейшла під польську владу.

## Родовід династії
Родовід Королів Польщі, Великих князів Литовських. 
- Гедимін, великий князь литовський
- Ольгерд (1296—1377), Великий князь Литовський + Уляна Олександрівна (1325–1391), дочка Анастасії Юріївни (Галицької)
  -  Владислав II Ягайло (1362—1434), король Польщі і Русі, великий князь Литовський + Софія Гольшанська, донька Великого князя Київського А. Гольшанського
    - Владислав III Варненчик (1424–1444), король Польщі (1434–1444) та Угорщини (1440–1444)
    -  Казимир IV Ягеллончик (1427–1492), Великий князь Литовський (1440–1492), король Польщі (1447–1492) Володар і Спадкоємець Русі
      -  Владислав II Ягеллончик (1456–1516), король Чехії (1571–1516), король Угорщини (1506–1516)
        - Анна Ягеллонка (1503–1547), королева Чехії, Угорщини + Фердинанд I Габсбурґ
          -  Максиміліан Габсбурґ (1527–1576), римський імператор, король Богемії, Угорщини, король Далмації, Хорватії, Славонії, Рами, Сербії, Болгарії, король Галичини і Володимерії, Великий князь Руський.

        -  Людовік ІІ Ягеллончик (1506—1526), король Угорщини та Богемії (1516—1526)

      - Ядвіга (1457—1502)
      - Казимир Ягеллончик (1458—1484)
      -  Ян I Ольбрахт (1459–1501), король польський (1492—1501)
      -  Олександр Ягеллончик (1461–1506), великий князь Литовський і Руський (1492—1506), король польський (1501—1506)
      - Софія (1564—1512)
      -  Сигізмунд I Старий (1467–1548), король Польщі, Великий князь Литовський і Руський (1506—1548)
        -  Сигізмунд II Август (1520–1572), король Польщі, Великий князь Литовський і Руський (1548—1572)
        -  Анна Ягеллонка (1523–1596), королева Польщі, Великий княгиня Литовський і Руська (1548—1572)
        - Катерина Ягеллонка (1467–1548), дружина короля Швеції Югана III. 
          -  Сигізмунд III Ваза (1566–1632), король Польщі, Великий князь Литовський, Великий князь Руський
            -  Владислав IV Ваза (1595–1648), король Польщі, Великий князь Литовський, Великий князь Руський, Сіверський, Чернігівський, Смоленський
            -  Ян II Казимир (1609–1672), король Польщі, Великий князь Литовський, Великий князь Руський, Сіверський, Чернігівський, Смоленський

      - Фридерик (1468—1503), єпископ краківський (1488—1503), архієпископ гнєзненський (1493—1503)
      - Єлизавета Ягеллонка (1472—1580)
      - Барбара (1478—1534)
      - Єлизавета (бл. 1483—1517)
      - Анна Ягеллонка (1476–1503), княжна Померанії, дружина Богуслава X

## Світлини

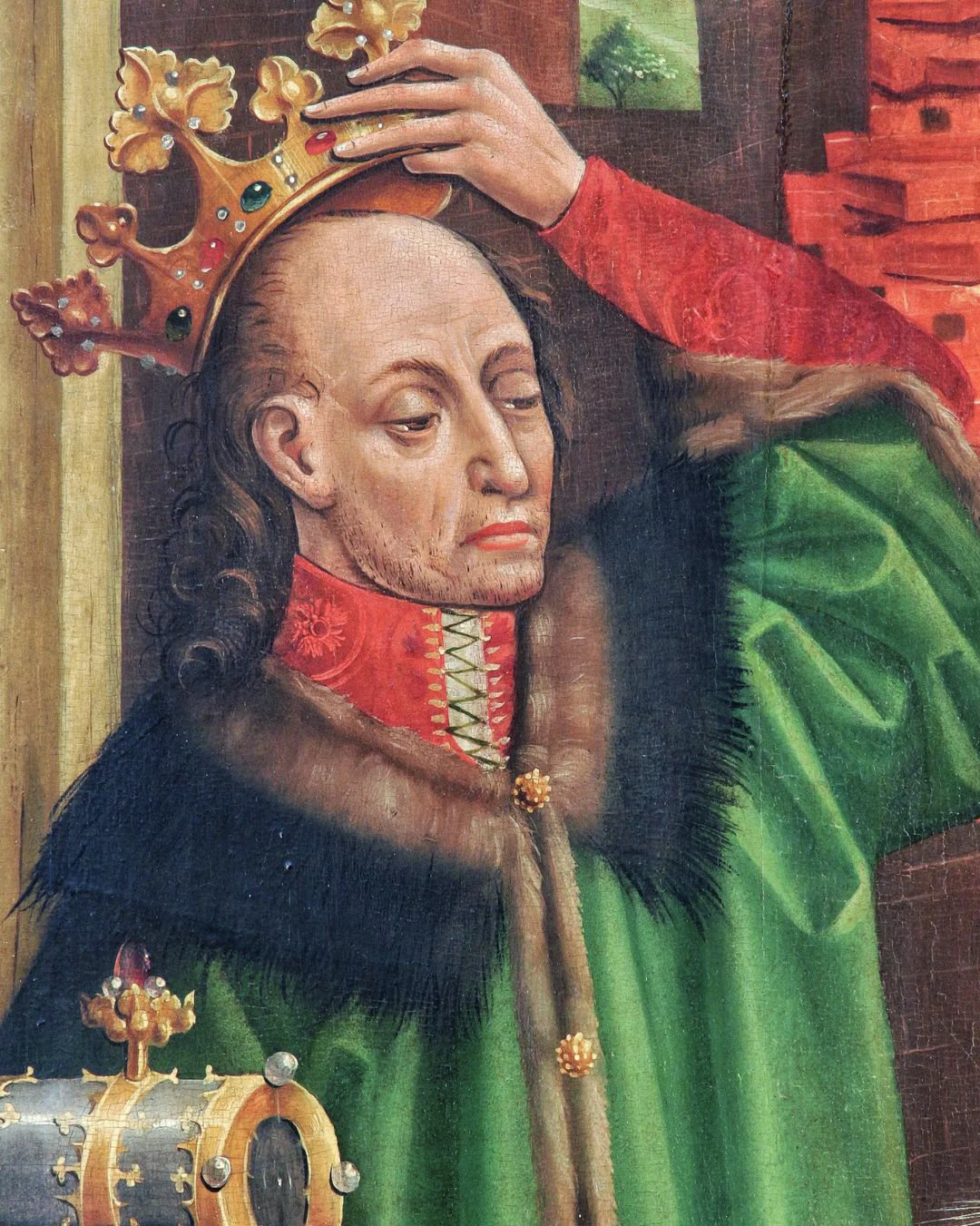
Владислав II Ягайло
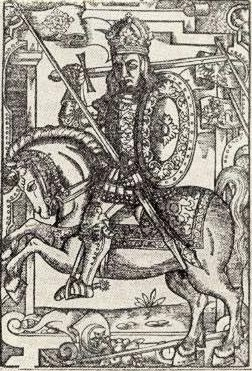
Владислав III Варненьчик
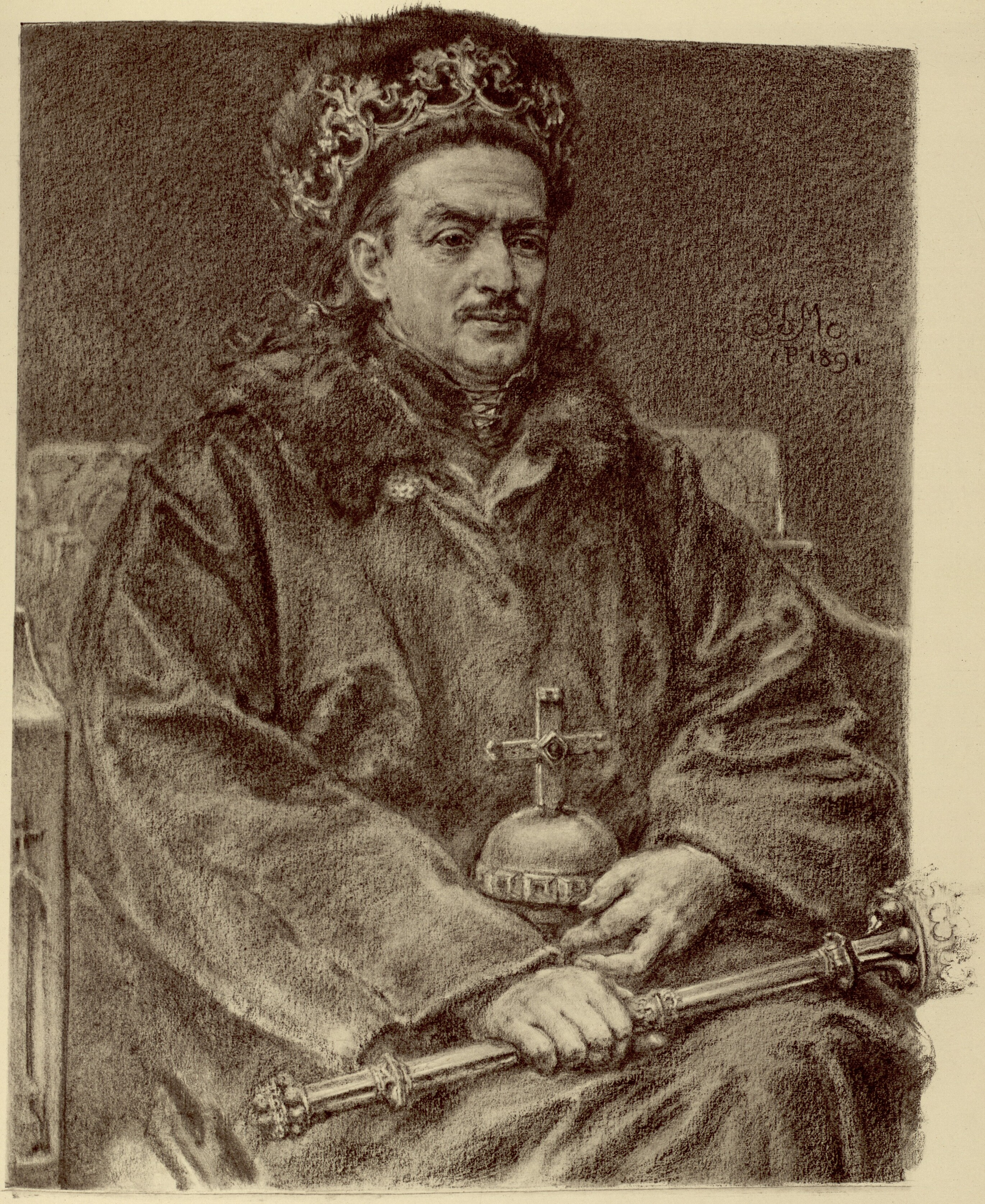
Казимир IV Ягеллончик
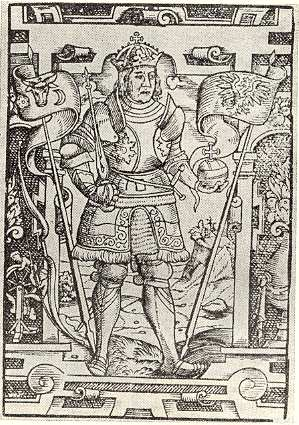
Ян I Ольбрахт
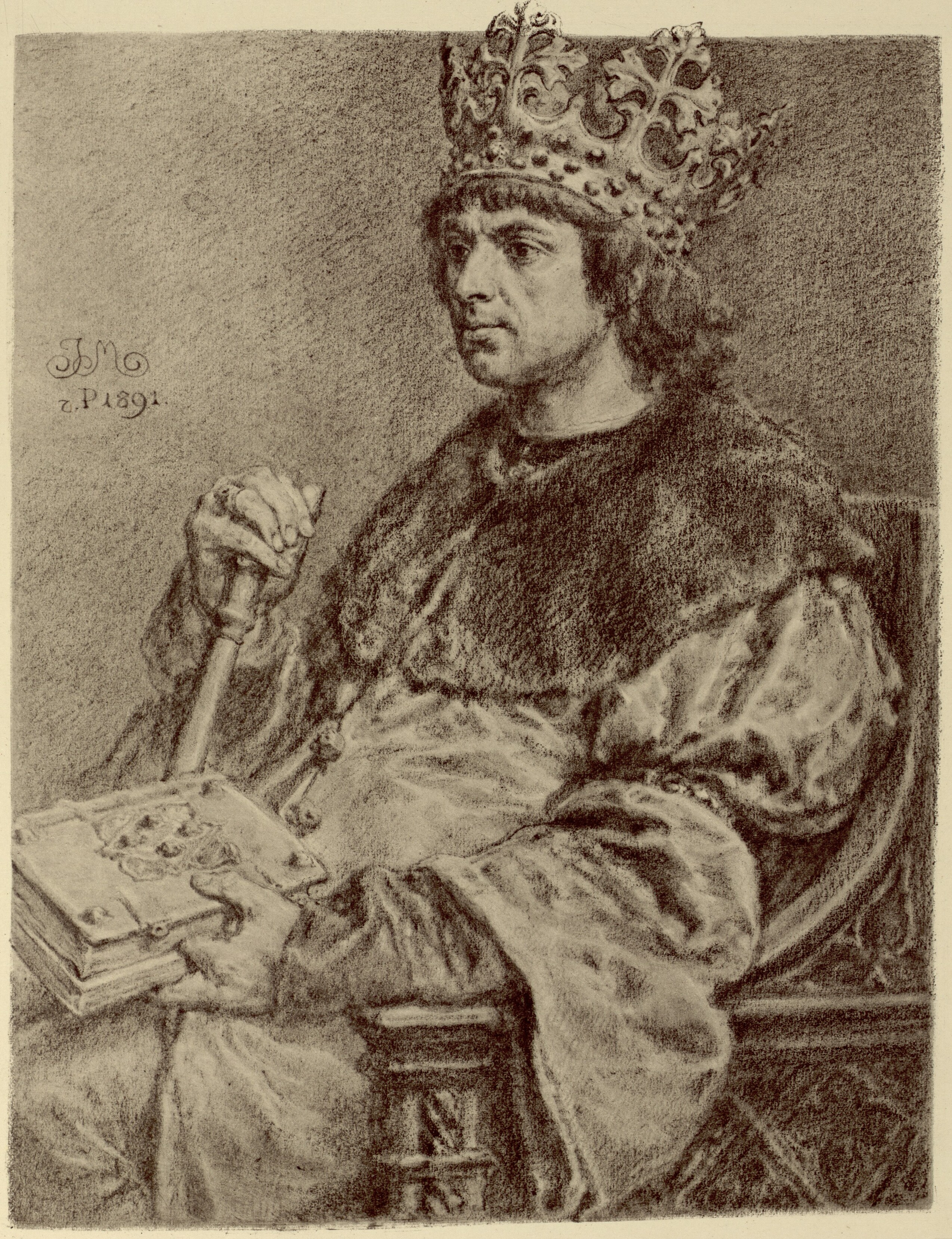
Олександр Ягеллончик
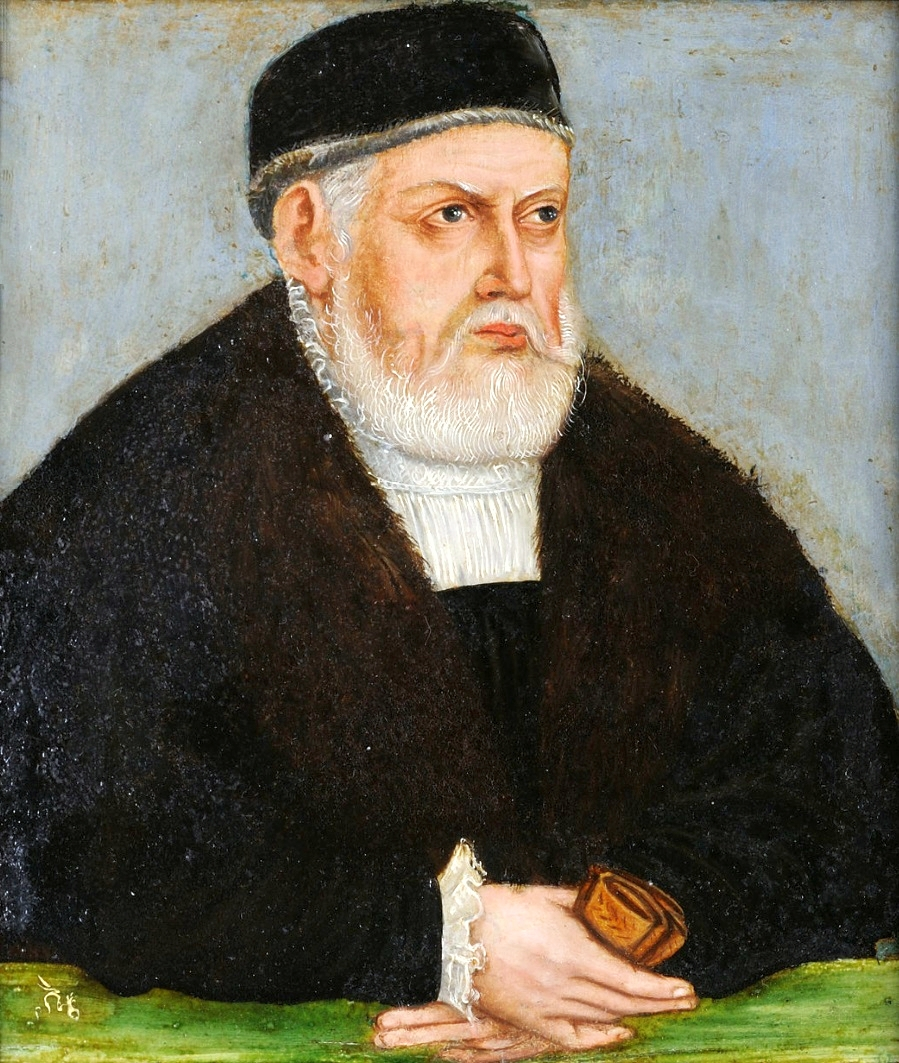
Сигізмунд I Старий
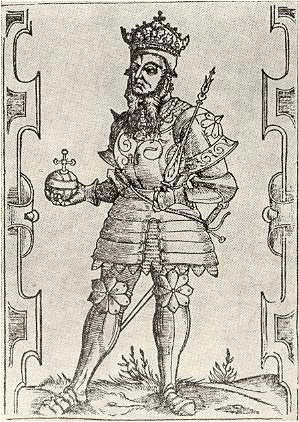
Сигізмунд II Август